# Gino Pasqualotto
Gino Pasqualotto (Bolzano, 10 novembre 1955 – Bolzano, 20 giugno 2019) è stato un hockeista su ghiaccio italiano.

## Carriera

### Club
Pasqualotto ha iniziato a giocare ad hockey su ghiaccio all'età di undici anni nella compagine bolzanina dell'Hockey Club Latemar. Ha esordito in prima squadra, in serie B, nella stagione 1970-1971. Due anni dopo passò all'Hockey Club Bolzano per volontà dell'allenatore-giocatore biancorosso, Gérard Morin. Diventerà una bandiera della squadra, con cui giocherà per pressoché tutta la carriera. Fa eccezione una sola stagione, 1990-1991, giocata all'Hockey Club Fiemme per dissidi con la dirigenza, ed in particolare con l'allenatore Ron Ivany. In carriera ha vinto dieci scudetti e una Alpenliga (più due secondi posti). Ha chiuso la carriera al termine della stagione 1994-1995, giocata con un'altra squadra bolzanina, l'EV Bozen 84, in serie B.

### Nazionale
Pasqualotto ha vestito la maglia dell'Italia per un decennio, dal 1976 al 1986, disputando un'edizione dei giochi olimpici invernali (Sarajevo 1984) e otto dei campionati mondiali: una edizione del gruppo A (1982), cinque di gruppo B (1976, 1978, 1981, 1985 e 1986) e due di gruppo C (1977 e 1979).

### Dopo il ritiro
Nel febbraio del 2019 l'Hockey Club Bolzano ha annunciato il ritiro della maglia numero 33 in onore di Pasqualotto. È stata la prima volta che la squadra altoatesina ha ritirato un numero di maglia. Pasqualotto è morto all'ospedale San Maurizio di Bolzano, dove era ricoverato da alcuni giorni per un male incurabile, il 20 giugno 2019 all'età di 63 anni.

## Palmarès

### Club
- Campionato italiano: 10

Bolzano: 1972-73, 1976-77, 1977-78, 1978-79, 1981-82, 1982-83, 1983-84, 1984-85, 1987-88, 1989-90
- Alpenliga: un primo posto senza disputare la Final Four (HC Bolzano 1993) e due secondi posti (HC Bolzano 1991 e 1992)

### Nazionale
- Campionato mondiale Pool B: 1

Italia: 1981
- Campionato mondiale Pool C: 1

Italia: 1977